# 福卡尔基耶区
福卡尔基耶区（法語：Arrondissement de Forcalquier）是法国上普罗旺斯阿尔卑斯省所辖的一个区。总面积2521.62平方公里，总人口96959，人口密度38人/平方公里（2017年）。主要城镇为福卡尔基耶、马诺斯克和锡斯特龙。

## 辖区
福卡尔基耶区辖有97个市镇。